# Volvo B9RLE
Volvo B9RLE — городской коммерческий низкопольный автобус особо большой вместимости с колёсной формулой 6*2 производства Volvo Bussar.

## Информация
Двухэтажная версия Volvo B9RLE производится как с открытым, так и с закрытым верхом. Она вытеснила с конвейера модель Volvo B12BLE, прежде чем в 2013 году пошла в производство модель Volvo B8RLE экологического класса Евро-6.
Наиболее вероятной причиной для начала производства B9RLE вместо B12BLE было представление первых прототипов Volvo 8900LE в конце 2010 года, которые также были с кузовом, который получило большинство B9RLE. Некоторые из них также были выполнены в виде двухэтажных экскурсионных автобусов с открытым верхом и кузовом Unvi Urbis 2.5 DD.
В Швеции в общей сложности было произведено 145 городских автобусов Volvo 8900 для предприятий Nettbuss и Nobina Sverige, и 7 экскурсионных автобусов с открытым верхом. В Норвегии предприятие Boreal Transport получило 10 единиц 8900LE для Ставангера, а компания Nobina Norge получила 27 единиц для Тромсе. 